# La Teste-de-Buch
La Teste-de-Buch település Franciaországban, Gironde megyében. Lakosainak száma 27 141 fő (2022. január 1.). La Teste-de-Buch Arcachon, Gujan-Mestras, Biscarrosse, Sanguinet és Lège-Cap-Ferret községekkel határos.

## Népesség
A település népességének változása:
| Lakosok száma | 17 287 | 18 038 | 20 331 | 24 911 | 25 587 | 26 110 | 26 078 | 26 168 | 26 269 | 27 141 |
|               | 1968   | 1982   | 1990   | 2006   | 2013   | 2015   | 2017   | 2019   | 2020   | 2022   |